# Знаки поштової оплати України 2018
Знаки поштової оплати України 2018 — перелік поштових марок, введених в обіг Укрпоштою у 2018 році.
З 22 січня по 26 грудня 2018 року було випущено 90 поштових марок, у тому числі 89 пам'ятних (художніх, комеморативних) та одна стандартна марка дев'ятого випуску (з літерним індексом замість номіналу). Тематика комеморативних марок охопила ювілеї визначних дат, подій, пам'яті видатних діячів культури та інши. До обігу надійшли знаки поштової оплати номіналом 5,00; 9,00; та 15,00 гривень, дев'ятого випуску стандартних марок із літерним номіналом «D», а також «V», «W», «Z».
Марки було надруковано державним підприємством «Поліграфічний комбінат „Україна“» (Київ).
Відсортовані за датою введення.

## Список комеморативних марок
| № у каталозі                                                                 | Зображення | Опис та джерело | Номінал            | Дата введення в обіг   | Тираж   | Дизайн                       |
| ---------------------------------------------------------------------------- | ---------- | --- | ------------------ | ---------------------- | ------- | ---------------------------- |
| Блок В_156: (№ 1627 № 1628 № 1629 № 1630)                                    |            | Блок «Державні печатки України» з чотирьох марок: - № 1627 «Печатка Української Центральної Ради. Михайло Грушевський (1866—1934)»; - № 1628 «Велика печатка Української Народної Республіки. Володимир Винниченко (1880—1951)»; - № 1629 «Ескіз печатки Державного Секретарства Української Держави. Павло Скоропадський (1873—1945)»; - № 1630 «Печатка Директорії Української Народної Республіки. Симон Петлюра (1879—1926)» | 9,00 гривень       | 22 січня 2018 року     | 35 000  | Олександр та Сергій Харук    |
| № 1626                                                                       |            | Марка «Олександр Шалімов. 1918—2006»/2018 | 5,00 гривень       | 23 січня 2018 року     | 130 000 | Сергій Горобець              |
| № 1631                                                                       |            | Марка «Олімпійська команда України»/2018 | 9,00 гривень       | 23 січня 2018 року     | 130 000 | Олександр та Сергій Харук    |
| № 1633                                                                       |            | Серія «Українські мультфільми» на самоклейному папері: «Викрадена принцеса. Руслан і Людмила». | 5,00 гривень       | 30 березня 2018 року   | 100 000 | Animagrad. Animation studio  |
| № 1634                                                                       |            | Серія «Українські мультфільми» на самоклейному папері: «Хом'як Вінницький. „Викрадена принцеса. Руслан і Людмила“». | 5,00 гривень       | 30 березня 2018 року   | 100 000 | Animagrad. Animation studio  |
| № 1635 № 1636                                                                |            | Блок «Трипілля. Культурні епохи України»: Землеробство; Ливарна справа. | 9,00 15,00 гривень | 24 квітня 2018 року    | 30 000  | Олександр та Сергій Харук    |
| № 1637                                                                       |            | «100-річчя підняття кораблями Чорноморського флоту Українського прапора (29 квітня 1918 року)». | 5,00 гривень       | 27 квітня 2018 року    | 130 000 | Володимир Таран              |
| № 1638                                                                       |            | «Супрематична композиція 1 (1916). Казимир Малевич. 1878—1935». | 5,00 гривень       | 28 квітня 2018 року    | 130 000 | Володимир Таран              |
| № 1639                                                                       |            | «UEFA Champions League Final Kyiv 2018 (Фінал Ліги Чемпіонів УЄФА. Київ — 2018)». | 9,00 гривень       | 20 травня 2018 року    | 130 000 |                              |
| № 1644                                                                       |            | «Михайло Врубель. Дівчинка на тлі перського килима. 1886». | 5,00 гривень       | 19 червня 2018 року    | 130 000 | Михайло Врубель              |
| № 1640                                                                       |            | Серія «Мости України»: «Міст Чотирьох Євангелістів». | Z                  | 27 червня 2018 року    | 130 000 |                              |
| № 1641                                                                       |            | Серія «Мости України»: «Віадук, с. Плебанівка». | W                  | 27 червня 2018 року    | 130 000 |                              |
| № 1648 № 1649 № 1650 № 1651 № 1652 № 1653 № 1654                             |            | Марковий аркуш «Комахи України»: - «Цикада звичайна (лат. Lyristes plebejus)» - «Красуня діва (лат. Calopteryx virgo)» - «Мінливець малий (лат. Apatura ilia)» - «Богомол звичайний (лат. Mantis religiosa)» - «Бабка жовта (лат. Sympetrum flaveolum)» - «Коник сірий (лат. Decticus verrucivorus)» - «Садовий джміль (лат. Bombus hortorum)».                                                                                  | 7,50 гривні        | 3 липня 2018 року      | 30 000  | Олександр та Сергій Харук    |
| № 1655                                                                       |            | Серія «Лікарські та медоносні рослини»: - Валеріана лікарська. | 5,00 гривень       | 13 липня 2018 року     | 130 000 | Наталія Кохаль               |
| № 1656                                                                       |            | Серія «Лікарські та медоносні рослини»: - Медунка темна. | 5,00 гривень       | 13 липня 2018 року     | 130 000 | Наталія Кохаль               |
| № 1657                                                                       |            | Серія «Лікарські та медоносні рослини»: - Шипшина звичайна. | 5,00 гривень       | 13 липня 2018 року     | 130 000 | Наталія Кохаль               |
| № 1658                                                                       |            | Серія «Лікарські та медоносні рослини»: - Звіробій плямистий. | 5,00 гривень       | 13 липня 2018 року     | 130 000 | Наталія Кохаль               |
| № 1659                                                                       |            | Серія «Лауреати Нобелівської премії»: - Зельман Ваксман. 1888—1973. | 7,50 гривні        | 22 липня 2018 року     | 130 000 | Володимир Таран              |
| № 1645 № 1646 № 1647                                                         |            | Блок «Михайло Врубель. 1856—1910» з трьох марок: - № 1645 «Михайло Врубель. Янгол з кадилом та свічкою. 1887»; - № 1646 «Михайло Врубель. Дівчинка на тлі перського килима. 1886»; - № 1647 «Михайло Врубель. 1856—1910». | 7,50 5,00 гривень  | 27 липня 2018 року     | 30 000  | Михайло Врубель              |
| № 1660                                                                       |            | Серія «Кохання — це життя!»: О. Гудима «Наречена». | 5,00 гривень       | 14 серпня 2018 року    | 130 000 |                              |
| № 1661                                                                       |            | Серія «Кохання — це життя!»: В. Максимович «Поцілунок». | 7,50 гривні        | 14 серпня 2018 року    | 130 000 |                              |
| № 1662                                                                       |            | Серія «Кохання — це життя!»: В. Баринова-Кулеба «Мама і дитятко». | 9,00 гривень       | 14 серпня 2018 року    | 130 000 |                              |
| № 1663                                                                       |            | «Андрій Кузьменко (1968—2015). Скрябін». | 9,00 гривень       | 17 серпня 2018 року    | 130 000 | Автор фото Олена Божко       |
| № 1664 № 1665 № 1666 № 1667                                                  |            | Поштовий блок «Краса і велич України. Харківська область»: - «Половецькі баби, м. Ізюм»; - «Майдан Свободи, м. Харків»; - «Церква Спаса Преображення, с. Володимирівка»; - «Шарівський палац, смт Шарівка». | 5,00 гривень       | 23 серпня 2018 року    | 30 000  | Олександр Калмиков           |
| № 1668                                                                       |            | Серія «Краса і велич України» марка «Успенський собор, м. Харків». | 5,00 гривень       | 23 серпня 2018 року    | 130 000 | Олександр Калмиков           |
| № 1669 — 1670                                                                |            | Блок «Перші українські поштові марки доби визвольних змагань 1917—1921 років»: - 100-річчя перших українських поштових марок (Українська Народня Республіка (40 шагів)) - 100-річчя перших українських поштових марок (Західно Українська Народна Республика). | 15,00 гривень      | 9 жовтня 2018 року     | 30 000  | Володимир Таран              |
| № 1671 –1672                                                                 |            | Блок «Тризуб на державних гербах України доби визвольних змагань 1917—1921 років» з двох марок: - Українська Народна Республіка - Українська держава. | 15,00 гривень      | 10 жовтня 2018 року    | 30 000  | Володимир Таран              |
| № 1673 –1674                                                                 |            | Блок «Українська грошова одиниця — гривня» з двох марок: - Українській грошовій одиниці — гривні. 100 років (селянка з серпом) - Українській грошовій одиниці — гривні. 100 років (робітник з молотом). | 15,00 гривень      | 11 жовтня 2018 року    | 30 000  | Володимир Таран              |
| № 1675                                                                       |            | Серія «Захисники України»: - Боєць «Бренд». | 7,00 гривень       | 12 жовтня 2018 року    | 130 000 | Фото Михайла Миговича        |
| № 1676                                                                       |            | Серія «Захисники України»: - Боєць «Лєший». | 7,00 гривень       | 12 жовтня 2018 року    | 130 000 | Фото Михайла Миговича        |
| № 1677                                                                       |            | Серія «Винаходи»: Перший електричний трамвай. | 7,00 гривень       | 2 листопада 2018 року  | 130 000 | Д. Болсуновський А. Любченко |
| № 1678                                                                       |            | Серія «Винаходи»: П'єзодвигун. | 10,50 гривень      | 2 листопада 2018 року  | 130 000 | М. Кузнецова                 |
| № 1679                                                                       |            | Серія «Винаходи»: Пересадка рогівки ока. | 13,00 гривень      | 2 листопада 2018 року  | 130 000 | М. Омельчук                  |
| № 1680 № 1681 № 1682 № 1683 № 1684 № 1685 № 1686 № 1687 № 1688 № 1689 № 1690 |            | Марковий аркуш серії «Українська абетка». - "А - Ангел" - "Б - Білка" - "В - Ведмідь" - "Г - Гарбуз" - "Ґ - Ґава" - "Д - Дракон" - "Е - Енелятко" - "Є - Єнот" - "Ж - Жаба" - "З - Заєць" - "И - ПИрогИ" | 7,00 гривень       | 9 листопада 2018 року  | 35 000  | Кость Лавро                  |
| № 1691                                                                       |            | «Котлета по-київськи». | 7,00 гривень       | 12 листопада 2018 року | 140 000 | Юліка Правдохіна             |
| № 1692                                                                       |            | «Борис Патон. 100 років». | 7,00 гривень       | 28 листопада 2018 року | 130 000 |                              |
| № 1693 № 1694 № 1695 № 1696 № 1697 № 1698                                    |            | Серія «Заповідники та природні парки України». Поштовий блок «Карпатський біосферний заповідник». - Жук-олень - Бук звичайний - Костогриз звичайний - Рододендрон миртолистий - Нарцис вузьколистий - Ведмідь бурий | 7,00 гривень       | 30 листопада 2018 року | 30 000  | Наталія Кохаль               |
| № 1699                                                                       |            | «Українські паралімпійці в Пхьончхані 2018» з купоном. | V                  | 3 грудня 2018 року     | 130 000 |                              |
| № 1700 № 1701 № 1702 № 1703                                                  |            | Серія «Краса і велич України». Поштовий блок «Краса і велич України. Чернігівська область». - Заповідник "Гетьманська столиця" - Заповідник "Качанівка" - Річка "Десна" - Залізничний вокзал, м. Чернігів | 7,00 гривень       | 7 грудня 2018 року     | 30 000  | Олександр Калмиков           |
| № 1704                                                                       |            | Серія «Краса і велич України». «Катерининська церква, м. Чернігів». | 7,00 гривень       | 7 грудня 2018 року     | 130 000 | Олександр Калмиков           |
| № 1705                                                                       |            | «З Новим роком! Рік Свині». | V                  | 14 грудня 2018 року    | 200 000 | Ірина Медведовська           |
| № 1706                                                                       |            | «Українська вишивка — код нації»: - «Сорочка (фрагмент). Вінниччина». | 7,00 гривень       | 14 грудня 2018 року    | 140 000 |                              |
| № 1707                                                                       |            | «Українська вишивка — код нації»: - «Рушник (фрагмент). Полтавщина». | Z                  | 14 грудня 2018 року    | 140 000 |                              |
| № 1708                                                                       |            | «Українська вишивка — код нації»: - «Сорочка (фрагмент). Київщина». | Z                  | 14 грудня 2018 року    | 140 000 |                              |
| № 1709                                                                       |            | Серія «Українська вишивка — код нації»: - «Хустка (фрагмент). Львівщина». | 7,00 гривень       | 14 грудня 2018 року    | 140 000 |                              |
| № 1710                                                                       |            | «Св. Миколай». | V                  | 19 грудня 2018 року    | 130 000 |                              |
| № 1711 № 1712 № 1713 № 1714                                                  |            | Серія «Краса і велич України». Поштовий блок № 167 «Краса і велич України. Сумська область» з чотирьох марок: - «Сич волохатий. Деснянсько-Старогутський національний природний парк»; - «Воскресенська церква, м. Суми»; - «Круглий двір, м. Тростянець»; - «Глухівський національний педагогічний університет імені Олександра Довженка, м. Глухів».                                                                           | 7,00 гривень       | 24 грудня 2018 року    | 30 000  | Олександр Калмиков           |
| № 1715                                                                       |            | Серія «Краса і велич України»: «Охтирська ікона Божої Матері, XIX ст.». | 7,00 гривень       | 24 грудня 2018 року    | 130 000 | Олександр Калмиков           |
| № 1716 № 1717                                                                |            | «Спільний випуск Україна — Молдова. Церковні дзвони» з двох марок: «Дзвін „Мазепа“. 1705 р.»; «Дзвін. 1838 р.». | Z                  | 26 грудня 2018 року    | 35 000  | Олександр та Сергій Харук    |

## Конверти першого дня гашений
| № у каталозі | Конверт | Штемпель | Опис та джерело      | Дата введення в обіг | Тираж | Дизайн             |
| ------------ | ------- | -------- | -------------------- | -------------------- | ----- | ------------------ |
| № ?          |         |          | О. Гудима «Наречена» | 14 серпня 2018 року  | 0000  | художник О. Гудима |

## Дев'ятий випуск стандартних марок
Дев'ятий випуск стандартних поштових марок («Герби міст, селищ та сіл України»).
| № у каталозі | Зображення | Опис та джерело                                                   | Номінал | Дата введення в обіг | Тираж   | Дизайн              |
| ------------ | ---------- | ----------------------------------------------------------------- | ------- | -------------------- | ------- | ------------------- |
| № 1632       |            | «Герби міст, селищ та сіл України»: смт Локачі, Волинська область | D       | 16 березня 2018 року | масовий | Наталія Андрійченко |